# Sjursøytunnelen
Sjursøytunnelen ist ein 270 Meter langer Tunnel in Oslo, der Hauptstadt Norwegens.
Seit seiner 1955 erfolgten Eröffnung wurde der Tunnel als Straßentunnel genutzt. Der Tunnel verläuft von der Nordostseite des Kreisverkehrs am Kongshavnvei auf Sjursøya bis zum Mossevei in Richtung Norden. Der Tunnel wurde im Zusammenhang mit der Entwicklung des Hafens auf Sjursøya gebaut. Er wurde viele Jahre in beide Richtungen von und zum Mossevei befahren und wurde später als Einbahnstraße vom Hafen in Richtung Norden zum Mossevei eingerichtet.
Im Oktober 2015 wurde der Straßentunnel stillgelegt. Dann begann Jernbaneverket, vom Sjursøytunnel einen Zugangstunnel im Zusammenhang mit dem Follobanen-Projekt zu bauen. Dieser erstreckt sich vom Mossevei über 1200 Meter bis nach Ekebergåsen. Daher wurde der Tunnel im Frühjahr 2016 abgesperrt und mit Zäunen versehen.
Der Tunnel wurde von Jernbaneverket übernommen und seit der Fertigstellung der Follobane als Notausgang verwendet.
Während des Baus der Follobane hatte das italienische Bauunternehmen Condotte 2017 finanzielle Probleme. Bane NOR hat die Bauarbeiten während des gesamten Jahres 2018 genau verfolgt und mehrere Maßnahmen ergriffen, um die Folgen abzumildern. Der Vertrag mit dem Unternehmen wurde gekündigt. Die geplanten Baukosten erhöhten sich von 28,5 Mrd. NOK auf 30,7 Mrd. NOK, der Fertigstellungstermin wurde von Dezember 2021 auf Dezember 2022 verschoben.